# Asteriopathes arachniformis
Asteriopathes arachniformis is een Antipathariasoort uit de familie van de Aphanipathidae. De wetenschappelijke naam van de soort is voor het eerst geldig gepubliceerd in 2004 door Opresko.